# 種崎千松公園
高知県立種崎千松公園（たねざきせんしょうこうえん）は高知県高知市にある県立公園。また、公園が一部を占める松林のこと。
松林は土佐藩の時代に防潮林として植樹されたもので、浦戸湾入口の東側から土佐湾に沿って立地し、日本の白砂青松100選に選出されている。
一部は公園として整備され、キャンプ場や海水浴場としての利用が可能。料金は無料で、通年利用することができる。

## アクセス
- JR高知駅から車で約25分[3]
- 高知自動車道高知ICから車で約25分[3]